# Tekin Sönmez
Tekin Sönmez (* 8. Juli 1936 in der Türkei) ist ein türkischer Schriftsteller und Publizist.
Sönmez hat seit 1988 in Deutschland gelebt. Hier verfasste er, der sich schon seit den 1970er Jahren von der Türkei aus mit deutsch-türkischen Themen beschäftigt hatte, die Romane Kadınlar Vardır (1991), Söylence Berlin (1992), Çıplak Viking (1994), Ben Aras und Güzel Ölüm (beide 2004), sowie Reportagen und Erzählungen.